# بيلي ويبر
بيلي ويبر (بالإنجليزية: Billy Weber)‏ هو مونتير ومخرج أمريكي، ولد في القرن العشرين في لوس أنجلوس في الولايات المتحدة.

## وصلات خارجية
- بيلي ويبر على موقع IMDb (الإنجليزية)
- بيلي ويبر على موقع ألو سيني (الفرنسية)
- بيلي ويبر على موقع أول موفي (الإنجليزية)
- بيلي ويبر على موقع قاعدة بيانات الأفلام السويدية (السويدية)
- بيلي ويبر على موقع قاعدة بيانات الفيلم (الإنجليزية)
- بيلي ويبر على موقع كينوبويسك (الروسية)